# TK7 2010
TK7 2010 (انگلیسی: 2010 TK7) سیارکی است در مقیاس (زیر کیلومتری) در نزدیک زمین که در عین‌حال، اولین و تنها تروجان زمین محسوب می‌شود که تاکنون کشف شده‌است. این سیارک در مدار خودش (به دور خورشید) مقدم و جلوتر از زمین در حال گردش است. اجرام تروجان به راحتی در نقاط لاگرانژی به گردش می‌پردازند. در حقیقت، نقاط لاگرانژی مکان‌های دارای پایداری پویا هستند و نیروی جاذبه در این نقاط، گونه‌ای جاذبهٔ ترکیبی است و این جاذبه در آنجا از طریق مرکز سنگینی سراسری خورشید و زمین عمل می‌کند. چنین اجرامی پیش‌تر در مدارهای مریخ، مشتری، نپتون و قمرهای زحل از جمله تتیس و دیونه هم مشاهده شده بودند.
TK7 2010 دارای قطر حدود ۳۰۰ متر (۱٬۰۰۰ فوت) می‌باشد. مسیر گردش آن در منطقهٔ ال-۴ لاگرانژی زمین و خورشید است (۶۰ درجه جلوتر از زمین) اما دارای نوسان است و به صورت مداوم، میان نزدیکترین نقطهٔ لاگرانژی به زمین که همان ال-۳ است، جابجا می‌شود. این سیارک در اکتبر سال ۲۰۱۰ میلادی توسط تیم اخترشناسان و با کمک کاوشگر نقشه‌بردار فروسرخ میدان وسیع کشف شد. این کاوشگر، تلسکوپی فضایی است که در دسامبر سال ۲۰۰۹ به مدار زمین پرتاب شده بود و در اکتبر ۲۰۱۰، هنگام اجرای برنامه‌ای برای اسکن کل آسمان، تروجان TK7 2010 را کشف کرد.

## نگارخانه

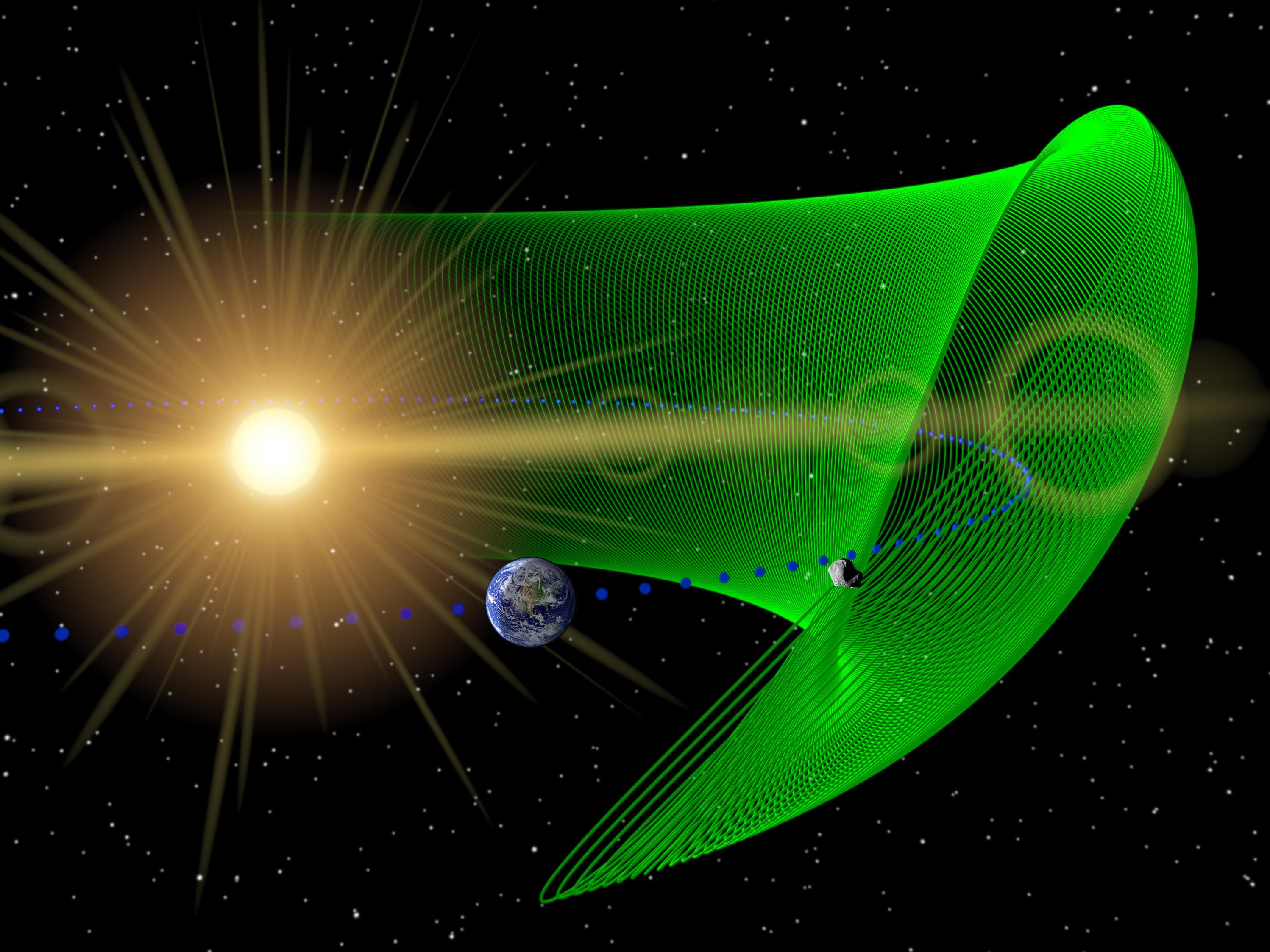
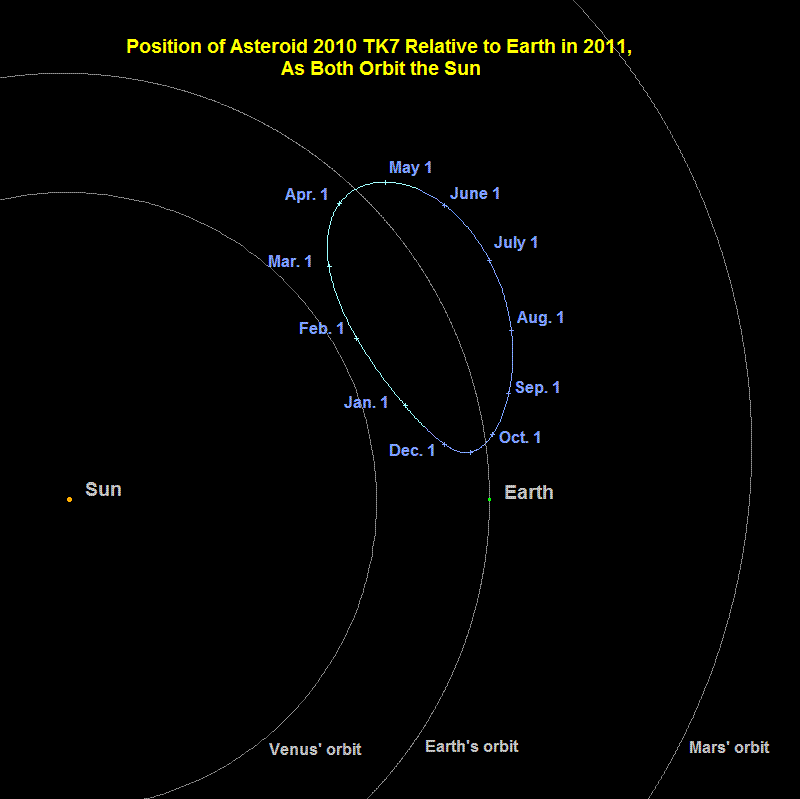